# 皮埃尔-吉勒·德热纳
皮埃尔-吉勒·德热纳（法語：Pierre-Gilles de Gennes，1932年10月24日—2007年5月18日），法国物理学家，1991年获诺贝尔物理学奖。2007年5月18日於奥赛逝世。

## 生平
德热纳1932年生于巴黎，1961年成为奥尔塞巴黎大学固态物理学教授。其研究领域广泛，涉及物理、化学及生物学多个方面。1971年以来，他一直在法兰西学院教授公共课；1976年开始任巴黎物理和化学学院院长。1974年，他编著了《液晶物理学》一书，此书至今仍是该领域的权威著作。1990年，他获沃尔夫物理学奖。德热纳发现，为研究简单系统中有序现象而创造的方法能推广到比较复杂的物质形式，特别是能推广到液晶和聚合物。1991年。他因此单独获得诺贝尔物理学奖。瑞典斯德哥尔摩科学院诺贝尔奖评审委员会称他为“世界性人才、当代之牛顿”。德热纳晚年热衷于科普工作。
法国总统尼古拉·萨科齐称赞德热纳是“非同寻常的物理学家和我们最伟大的科学家之一”，“这位伟大的研究者一直在把他对科学的挚爱传递给下一代学生和公众。”